# Chiesa della Purificazione della Beata Vergine Maria (Braone)
La chiesa della Purificazione della Beata Vergine Maria è la parrocchiale di Braone, in provincia e diocesi di Brescia; fa parte della zona pastorale della Media Val Camonica.

## Storia
La comunità di Braone inizialmente dipendeva dalla matrice di Niardo, dalla quale si rese autonoma nel Quattrocento venendo eretta a parrocchia autonoma.
Nel XVIII secolo si decise di riedificare la chiesa e il capomastro Girolamo Librino fu incaricato di redigere il progetto: nel 1765 venne portata a compimento la navata, mentre, dopo una fase di stallo, nel 1790 si ultimarono i lavori di realizzazione del coro; il 15 giugno 1820 il vescovo di Brescia Gabrio Maria Nava impartì la consacrazione e nel 1821 si provvide a costruire la sagrestia.
Il nuovo pavimento fu posato nel 1961; alla fine di quel decennio la chiesa venne adeguata alle norme postconciliari e nel 1986 si procedette al rifacimento dell'impianto elettrico.

## Descrizione

### Esterno
La facciata a capanna della chiesa, rivolta a nordovest e suddivisa da una cornice marcapiano modanata in due registri, entrambi scanditi da lesene, presenta in quello inferiore il portale d'ingresso, sormontato dal timpano triangolare spezzato, e in quello superiore, coronato dal frontone curvilineo, una finestra.
Annesso alla parrocchiale è il campanile a base quadrata, la cui cella presenta su ogni lato una monofora ed è coronata dalla cupoletta poggiante sul tamburo.

### Interno
L'interno dell'edificio si compone di un'unica navata, sulla quale si affacciano le cappelle laterali e le cui pareti sono scandite da lesene, sorreggenti il cornicione aggettante, sopra cui si imposta la volta; al termine dell'aula si sviluppa il presbiterio a pianta rettangolare.
Qui sono conservate diverse opere di pregio, tra le quali gli affreschi raffiguranti l'Ultima Cena, l'Addolorata e gli Evangelisti, eseguiti da Domenico Faletti, autore pure della Via Crucis, e l'altare maggiore, costruito dai fratelli bergamaschi Fossati ed impreziosito dalla pala ritraente la Purificazione della Vergine.